# Erich Bey
Erich Bey (Amburgo, 23 marzo 1898 – Mare del Nord, 26 dicembre 1943) è stato un ammiraglio tedesco, già distintosi come ufficiale della Kaiserliche Marine imbarcato sui cacciatorpediniere durante la prima guerra mondiale, fu comandante delle forze navali da battaglia tedesche presenti in Norvegia durante la seconda guerra mondiale, insignito della Croce di Cavaliere della Croce di Ferro.

## Biografia
Nacque ad Amburgo il 23 marzo 1898, e nel corso della prima guerra mondiale si arruolò nella Marina tedesca (13 giugno 1916), prestando successivamente servizio a bordo dei cacciatorpediniere e delle torpediniere. Dopo il termine della guerra fu congedato, e nel febbraio 1919 aderì ai Freikorps, entrando in quello costituito dal korvettenkapitän Wilfried von Loewenfeld, noto come "Marine-Brigade von Loewenfeld", o 3ª Brigata di marina. Ricoprì l'incarico di comandante di compagnia, e con lo scioglimento dei Corpi Franchi confluì nella neocostituita Reichsmarine. 
La sua carriera militare continuò anche dopo l'ascesa al potere del Partito Nazionalsocialista dei Lavoratori Tedeschi di Adolf Hitler, fino a raggiungere il grado di fregattenkapitän. Il 26 ottobre 1938 assunse il comando del cacciatorpediniere Z14 Friedrich Ihn e il 4 aprile 1939 passò al comando della 4ª Flottiglia cacciatorpediniere.
Dopo lo scoppio della seconda guerra mondiale, come comandante della 4ª Flottiglia cacciatorpediniere prese parte all'invasione della Norvegia, in seno alla formazione navale al comando del commodoro Friedrich Bonte che doveva scortare le truppe da montagna del generale Eduard Dietl incaricate di conquistare il porto di Narvik. Decorato con la Croce di Cavaliere dell'Ordine della Croce di Ferro il 9 aprile 1940, si distinse durante la prima (10 aprile) venendo promosso capitano di vascello, e nominato comandante (Führer der Zerstörer) della Flottiglia cacciatorpediniere presente a Narvik, succedendo al Commodoro Bonte caduto in combattimento. Al comando della flottiglia prese parte alla seconda battaglia di Narvik (13 aprile), che terminò con una sconfitta per la marina tedesca grazie all'intervento della nave da battaglia inglese Warspite.
Tra l'11 e il 13 febbraio 1942 prese parte all'Operazione Cerberus al comando della flottiglia di cacciatorpediniere composta dalle unità Z 29 (nave ammiraglia), Z5 Paul Jacobi, Z4 Richard Beitzen, Z14 Friedrich Ihn, Z 25, e Z7 Hermann Schoemann. Tale flottiglia aveva il compito di scortare le unità da battaglia Scharnorst e Gneisenau e dall'incrociatore pesante Prinz Eugen le quali salpate da Brest, attraversarono da ovest a est il canale della Manica, forzando il blocco britannico e rientrando, senza perdite, nei porti della Germania settentrionale Delle tre, grandi unità solo lo Scharnhorst riportò ingenti danni, avendo colpito una mina navale nello stretto di Dover.
Promosso konteradmiral, sostituì il parigrado Friedrich Karl Topp al comando della forza navale tedesca presente nel Mare del Nord, venendo affiancato dal capitano di vascello Fritz Julius Hintze come comandante dell'incrociatore da battaglia Scharnhorst, che divenne la sua nave di bandiera.
Alle ore 17:00 del 25 dicembre 1943 ricevette l'ordine dal grande ammiraglio Karl Dönitz di salpare dall'Alta Fjord con la sola grande unità disponibile, lo Scharnhorst, con cinque cacciatorpediniere di scorta, per intercettare (Operazione Ostfront) il convoglio di rifornimenti JWB 55 diretto a Murmansk, in Unione Sovietica. La ricognizione tedesca aveva stimato che il convoglio sarebbe passato a circa 150 miglia da Capo Nord, e il Quartier generale della Kriegsmarine decise di intercettare e distruggere quante più navi mercantili possibili, al fine di impedire ai vitali rifornimenti alleati di raggiungere l'Unione Sovietica.
Ciò che veniva ignorato era che il convoglio JW-55B aveva come scorta indiretta una potente squadra navale composta dalla corazzata HMS Duke of York, sulla quale era imbarcato il comandante della squadra navale, l'ammiraglio Sir Bruce Fraser, dall'incrociatore leggero HMS Jamaica e da quattro cacciatorpediniere inglesi, e uno norvegese che incrociava a maggiore distanza. Inoltre a circa 150 miglia dal convoglio JW-55B si trovava anche il convoglio RA-55A formato da 22 mercantili, con la scorta diretta di sette cacciatorpediniere inglesi, uno canadese, e da un dragamine inglese, mentre la scorta indiretta era formata da una divisione di incrociatori composta dall'incrociatore pesante HMS Norfolk e dagli incrociatori leggeri HMS Belfast e l'HMS Sheffield, al comando dal contrammiraglio Sir Robert Burnett.
Il maltempo, il mare grosso e l'inadeguata ricognizione fornita dalla Luftwaffe gli impedirono inizialmente di localizzare il convoglio alleato, ed egli diede ordine ai cacciatorpediniere di disporsi a ventaglio per contribuire alla ricerca. La tempesta imperversante fece sì che i cacciatorpediniere tedeschi si dispersero, lasciando l'incrociatore da battaglia senza scorta diretta. 

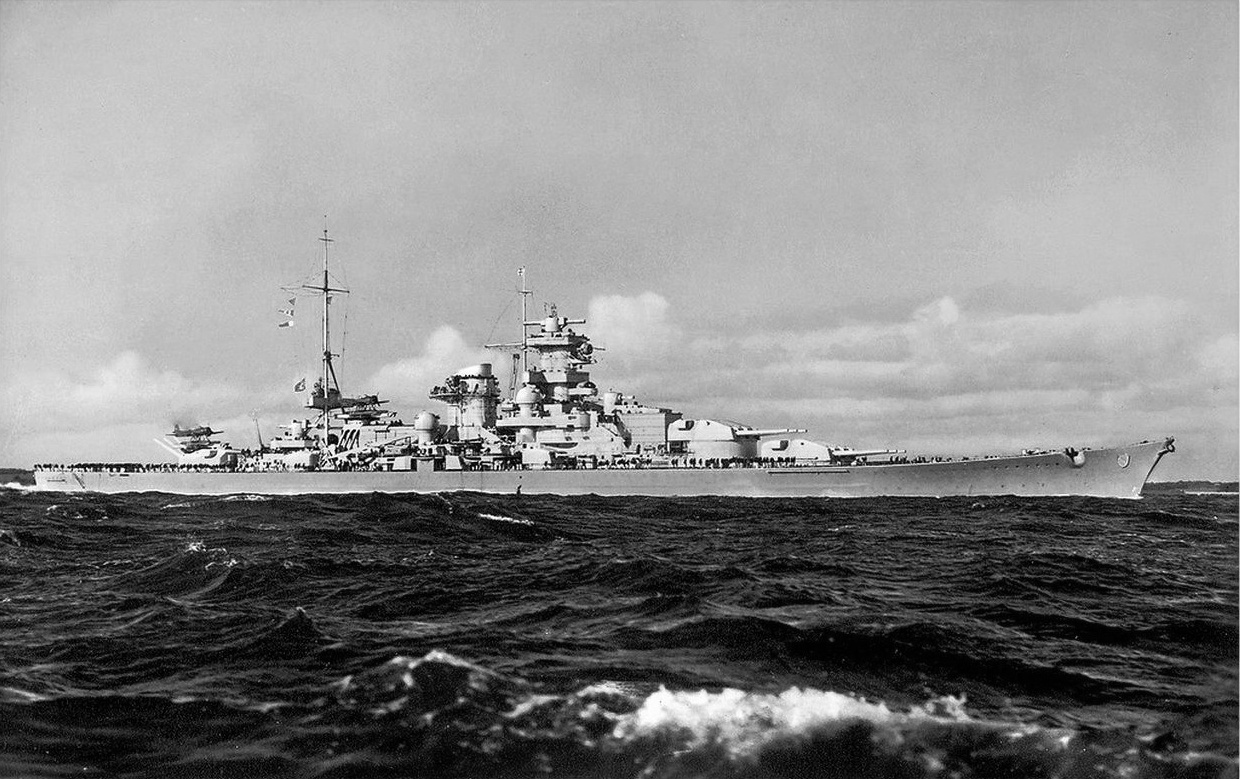
L'incrociatore da battaglia tedesco Scharnhorst in navigazione nei primi mesi del conflitto

Grazie al suo intuito riuscì a localizzare il convoglio da solo. Alle 9:24 iniziò il combattimento, con uno scambio di colpi tra lo Scharnhorst e gli incrociatori di scorta al convoglio RA-55A, ma alle 12:04 diede l'ordine di interrompere la ricerca della navi mercantili e di dirigere a sud, per rientrare alla base, sempre tallonato dagli incrociatori inglesi. Egli ignorava sempre che la corazzata Duke of York stava arrivando rapidamente in zona. Alle 16:54 le navi inglesi aprirono il fuoco, e lo Scharnhorst rispose con i pezzi poppieri da 280 mm, ma i pezzi da 356 mm della corazzata colpirono lo Scharnhorst danneggiandolo gravemente, tanto che la velocità scese a 10 nodi. Alle 18:20 la battaglia praticamente terminò quando un colpo da 356 distrusse la sala caldaie, consentendo ai cacciatorpediniere inglesi di portarsi a distanza di lancio siluri.
Alle 19:45 l'incrociatore da battaglia, che nello scontro aveva riportato gravissimi danni, si capovolse, affondando rapidamente. Dei 1 968 membri dell'equipaggio solamente 36 sopravvissero, venendo posti in salvo dalle unità della Royal Navy, ma tra di essi non vi era nessun ufficiale.
Secondo il racconto di alcuni sopravvissuti egli prese congedo dal capitano Fritz Julius Hintze con una stretta di mano, rifiutando di porsi in salvo. L'ultima volta che qualcuno lo vide si trovava in acqua, ma non fu tratto in salvo.
Il suo comportamento in combattimento fu oggetto di elogi da parte dell'ammiraglio Fraser, ma ricevette aspre critiche in Patria da parte dell'ammiraglio Doenitz; tuttavia il 27 dicembre 1943 il suo nome fu menzionato all'Ordine del giorno del bollettino (Wehrmachtbericht) di guerra d'informazione quotidiano messo in onda dall'OKW.

### Annotazioni
1. ↑  Formata dai cacciatorpediniere Z11 Bernd von Arnim, Z12 Erich Giese e Z13 Erich Koellner.
2. ↑  Si trattava della corazzata Tirpitz dell'incrociatore da battaglia Scharnhorst, e della corazzata tascabile Lützow.
3. ↑  La corazzata Tirpitz era stata danneggiata da un attacco di sommergibili tascabili inglesi presso il suo ancoraggio, e necessitava di riparazioni, mentre il Lutzow era rientrato in patria per essere disarmato.
4. ↑  Tale convoglio era composto da 19 mercantili, scortati da 8 cacciatorpediniere e da un dragamine.
5. ↑  La forza iniziale a sua disposizione veniva stimata superiore a quella di scorta al convoglio, in termini di potenza di fuoco e velocità.
6. ↑  Si trattava di un convoglio che stava ritornando vuoto dall'Unione Sovietica per essere nuovamente approvvigionate.
7. ↑  In quel frangente egli avrebbe esclamato: "If any of you get out of this alive, say hello to the folks back home, and tell them we did our duty to the last." (Se qualcuno di voi riesce a sopravvivere, porti i nostri saluti a casa, e dica loro che abbiamo fatto il nostro dovere fino all'ultimo.").

### Fonti
1. 1 2 3 4 5 6 7 8 9 10 11 12 13 14  Tucker 2011, p. 103.
2. ↑  Miller 1997, p. 63.
3. 1 2 3  Miller 1997, p. 67.
4. 1 2 3 4  Miller 1997, p. 69.
5. ↑  Peillard 1992, p. 266.
6. 1 2 3 4 5 6  Garzke, Dulin 1995, p. 165.
7. ↑  Garzke, Dulin 1995, p. 167.
8. 1 2  Garzke, Dulin 1995, p. 170.
9. ↑  Garzke, Dulin 1995, p. 174.
10. ↑  Garzke, Dulin 1995, p. 175.
11. 1 2 3  Garzke, Dulin 1995, p. 176.
12. ↑  Fellgiebel 2000, p. 132.
13. 1 2 3  Dörr 1995, p. 40.